# Janopol (województwo lubelskie)
Janopol – wieś w Polsce położona w województwie lubelskim, w powiecie ryckim, w gminie Kłoczew.
| SIMC    | Nazwa   | Rodzaj     |
| ------- | ------- | ---------- |
| 0674201 | Kozibor | przysiółek |

W latach 1975–1998 miejscowość administracyjnie należała do województwa siedleckiego.
Wieś jest sołectwem w gminie Kłoczew. Według Narodowego Spisu Powszechnego z roku 2011 wieś liczyła 207 mieszkańców.
Wierni Kościoła rzymskokatolickiego należą do parafii św. Jana Chrzciciela w Kłoczewie.

## Części miejscowości
Integralną częścią miejscowości jest przysiółek Kozibor, położony około 1 km na północ od wsi.

## Historia
Janopol w wieku XIX to wieś i folwark i dobra tej nazwy w powiecie garwolińskim, gminie i parafii Kłoczew. Około roku 1882 wieś posiadała 41 domów i 492 mieszkańców, ziemi dworskiej ornej 829 mórg, włościańskiej 400 mórg.
Folwark Janopol-Wilhelmów z wsiami Janopol i Przykwa, był oddalony od Garwolina na 32 wiorsty, od Żelechowa wiorst 10, od drogi bitej wiorst 5, jego Rozległość wynosi mórg 240, grunta orne i ogrody mórg 150, łąk mórg 21, pastwisk mórg 2, lasu mórg 60, nieużytki i place mórg 7, budynków z drewna 7, w niektórych miejscowościach są pokłady torfu. Rzeczka Okrzeja stanowi granicę północno-wschodnią. Wieś Janopol osad 8, z gruntem mórg 4, wieś Przykwa osad 32 z gruntem mórg 508.
Kolonia Janopol-Kasin w roku 1872 oddzielona od dóbr Janopol i następnie rozparcelowano pomiędzy 46 częściowych właścicieli.